# Promozione Lombardia 1968-1969
La Promozione Lombarda 1968-1969 è stata il 13º campionato di Promozione organizzato in Italia nel dopo guerra dal Comitato Regionale Lombardo (C.R.L.).

## Stagione
Alla compilazione dei quadri stagionali il C.R.L., tenendo conto dell'ammissione al campionato di Serie D dell'A.C. Crema, inserì a completamento degli organici le seguenti società:
- A.C. Atro Biassono (14.a classificata del girone A, perdente spareggio);
- F.B.C. Casteggio 1898 (14º classificato del girone B, perdente spareggio);
- U.S. Vimercatese (15ª classificata del girone A).

Gli organici erano stati compilati tenendo conto delle seguenti squadre retrocesse dalla Serie D:
- A.C. Valtrompia di Gardone Val Trompia (BS), 16º classificato nel girone B della Serie D;
- F.B.C. Saronno di Saronno (VA), 18º classificato nel girone B della Serie D;

e delle seguenti squadre promosse dal campionato di 1ª Categoria:
- Girone A: U.S. Pro Palazzolo di Palazzolo sull'Oglio (BS);
- Girone B: U.S. Melzo di Melzo (MI);
- Girone C: Luino F.B.C. di Luino (VA);
- Girone D: A.S. Salsomaggiore Tabiano di Salsomaggiore (PR).

Regolamento campionato:
- Le squadre (32) furono suddivise in 2 gironi di 16 squadre.
- La vincente di ogni girone è promossa in Serie D.
- Le ultime 3 di ogni girone retrocedono in 1ª Categoria Regionale salvo riassestamenti.

## Girone A

### Squadre partecipanti
| Squadra                         | Città                     |
| ------------------------------- | ------------------------- |
| A.C. Atro Biassono              | Biassono (MI)             |
| U.S. Aurora Brollo Desio        | Desio (MI)                |
| U.S. Caratese                   | Carate Brianza (MI)       |
| S.S. Dalmine                    | Dalmine (BG)              |
| G.S. Falck Milano               | Vobarno (BS)              |
| U.S. Folgore Verano             | Verano Brianza (MI)       |
| A.S.C. Leffe                    | Leffe (BG)                |
| A.C. Lumezzane                  | Lumezzane (BS)            |
| G.S. M.T.C. Meda                | Meda (MI)                 |
| A.S. Niggeler & Küpfer Capriolo | Capriolo (BS)             |
| S.S. Pro Lissone                | Lissone (MI)              |
| U.S. Pro Palazzolo              | Palazzolo sull'Oglio (BS) |
| Calcistica Romanese             | Romano di Lombardia (BG)  |
| U.S. Stezzanese                 | Stezzano (BG)             |
| A.C. Valtrompia                 | Gardone Val Trompia (BS)  |
| U.S. Vimercatese                | Vimercate (MI)            |

### Classifica finale
|  | Pos. | Squadra                    | Pt  | G   | V   | N   | P   | GF  | GS  | DR  |
|  | ---- | -------------------------- | --- | --- | --- | --- | --- | --- | --- | --- |
|  | 1.   | Pro Palazzolo              | 39  | 30  | 15  | 9   | 6   | 39  | 16  | +23 |
|  | 2.   | Falck Milano               | 37  | 30  | 12  | 13  | 5   | 19  | 9   | +10 |
|  | 2.   | Dalmine                    | 37  | 30  | 13  | 11  | 6   | 29  | 21  | +8  |
|  | 4.   | Leffe                      | 33  | 30  | 13  | 7   | 10  | 41  | 35  | +6  |
|  | 5.   | Valtrompia                 | 32  | 30  | 10  | 12  | 8   | 25  | 13  | +12 |
|  | 5.   | MCT Meda                   | 32  | 30  | 12  | 8   | 10  | 40  | 34  | +6  |
|  | 7.   | Stezzanese                 | 29  | 30  | 9   | 11  | 10  | 33  | 29  | +4  |
|  | 7.   | Niggeler & Küpfer Capriolo | 29  | 30  | 9   | 11  | 10  | 21  | 22  | -1  |
|  | 7.   | Aurora Brollo Desio        | 29  | 30  | 9   | 11  | 10  | 26  | 29  | -3  |
|  | 10.  | Romanese                   | 28  | 30  | 6   | 16  | 8   | 20  | 18  | +2  |
|  | 10.  | Lumezzane                  | 28  | 30  | 9   | 10  | 11  | 30  | 38  | -8  |
|  | 10.  | Atro Biassono              | 28  | 30  | 9   | 10  | 11  | 27  | 38  | -11 |
|  | 13.  | Folgore Verano             | 27  | 30  | 9   | 9   | 12  | 36  | 45  | -9  |
|  | 14.  | Pro Lissone                | 27  | 30  | 9   | 9   | 12  | 28  | 39  | -11 |
|  | 15.  | Caratese                   | 26  | 30  | 8   | 10  | 12  | 28  | 37  | -9  |
|  | 16.  | Vimercatese                | 19  | 30  | 4   | 11  | 15  | 17  | 36  | -19 |
|  |      |                            | 480 | 480 | 156 | 168 | 156 | 459 | 459 | 0   |

Legenda:
      Promosso in Serie D 1969-1970.
      Retrocesso in  Prima Categoria 1969-1970.
  Retrocesso in Prima Categoria e in seguito riammesso.
Regolamento:
Due punti a vittoria, uno a pareggio, zero a sconfitta.
In caso di arrivo di due o più squadre a pari punti in zona retrocessione, le retrocessioni sarebbero state decise utilizzando la differenza reti generale.
Pari merito in caso di pari punti per le squadre non in zona promozione.

## Girone B

### Squadre partecipanti
| Squadra               | Città                    |
| --------------------- | ------------------------ |
| S.S. Audax Ignis      | Gavirate (VA)            |
| G.S. Banco Ambrosiano | Milano                   |
| G.S. Carlo Mocchetti  | San Vittore Olona (MI)   |
| U.S. Caronnese        | Caronno Pertusella (VA)  |
| F.B.C. Casteggio 1898 | Casteggio (PV)           |
| F.B.C. Luino          | Luino (VA)               |
| U.S. Melegnanese      | Melegnano (MI)           |
| U.S. Melzo            | Melzo (MI)               |
| U.S. Mortara          | Mortara (PV)             |
| A.C. Parabiago        | Parabiago (MI)           |
| U.S. Pontolliese      | Ponte dell'Olio (PC)     |
| A.C. Pro Piacenza     | Piacenza                 |
| U.S. Rescaldinese     | Rescaldina (MI)          |
| A.S. Salsomaggiore    | Salsomaggiore Terme (PR) |
| A.C. Sanyo            | Milano                   |
| F.B.C. Saronno        | Saronno (VA)             |

### Classifica finale
|  | Pos. | Squadra          | Pt  | G   | V   | N   | P   | GF  | GS  | DR  |
|  | ---- | ---------------- | --- | --- | --- | --- | --- | --- | --- | --- |
|  | 1.   | Melzo            | 42  | 30  | 16  | 10  | 4   | 46  | 14  | +32 |
|  | 2.   | Melegnanese      | 41  | 30  | 15  | 11  | 4   | 40  | 22  | +18 |
|  | 3.   | Saronno          | 39  | 30  | 16  | 7   | 7   | 34  | 16  | +18 |
|  | 4.   | Pro Piacenza     | 37  | 30  | 12  | 13  | 5   | 32  | 20  | +12 |
|  | 5.   | Sanyo            | 32  | 30  | 11  | 10  | 9   | 32  | 27  | +5  |
|  | 6.   | Parabiago        | 31  | 30  | 9   | 13  | 8   | 28  | 22  | +6  |
|  | 7.   | Casteggio 1898   | 30  | 30  | 11  | 8   | 11  | 24  | 24  | 0   |
|  | 7.   | Pontolliese      | 30  | 30  | 11  | 8   | 11  | 40  | 48  | -8  |
|  | 9.   | Luino            | 28  | 30  | 8   | 12  | 10  | 25  | 30  | -5  |
|  | 10.  | Mortara          | 27  | 30  | 10  | 7   | 13  | 30  | 30  | 0   |
|  | 10.  | Salsomaggiore    | 27  | 30  | 10  | 7   | 13  | 33  | 39  | -6  |
|  | 12.  | Carlo Mocchetti  | 25  | 30  | 7   | 11  | 12  | 25  | 34  | -9  |
|  | 12.  | Caronnese        | 25  | 30  | 10  | 5   | 15  | 28  | 40  | -12 |
|  | 14.  | Audax Ignis      | 23  | 30  | 7   | 9   | 14  | 25  | 39  | -14 |
|  | 14.  | Rescaldinese     | 23  | 30  | 7   | 9   | 14  | 31  | 46  | -15 |
|  | 16.  | Banco Ambrosiano | 20  | 30  | 6   | 8   | 16  | 32  | 54  | -22 |
|  |      |                  | 480 | 480 | 166 | 148 | 166 | 505 | 505 | 0   |

Legenda:
      Promosso in Serie D 1969-1970.
      Retrocesso in  Prima Categoria 1969-1970.
Regolamento:
Due punti a vittoria, uno a pareggio, zero a sconfitta.
In caso di arrivo di due o più squadre a pari punti in zona retrocessione, le retrocessioni sarebbero state decise utilizzando la differenza reti generale.
Pari merito in caso di pari punti per le squadre non in zona promozione.

## Finale per il titolo lombardo 1968-1969
|               | Risultati |               | Luogo e data                         |
| ------------- | --------- | ------------- | ------------------------------------ |
| Melzo         | 2 - 0     | Pro Palazzolo | Melzo, 18 giugno 1969                |
| Pro Palazzolo | 1 - 1     | Melzo         | Palazzolo sull'Oglio, 21 giugno 1969 |
|               |           |               |                                      |

- Melzo campione Lombardo di Promozione 1968-1969.

### Giornali
- Archivio della Gazzetta dello Sport, stagione 1966-1967, consultabile presso le Biblioteche:
  - Biblioteca Nazionale Braidense di Milano;
  - Biblioteca Nazionale Centrale di Firenze;
  - Biblioteca Nazionale Centrale di Roma;
  - Biblioteca Civica Berio di Genova;
  - e presso Emeroteca del C.O.N.I. di Roma (non è online ma è da consultare in sede).

### Libri
- Annuario F.I.G.C. 1968-1969, Roma (1968) conservato presso tutti i Comitati Regionali F.I.G.C.-L.N.D., la Lega Nazionale Professionisti e la Biblioteca Nazionale Centrale di Firenze.